# Julieta García González
Julieta García González (Ciudad de México, 11 de febrero de 1970) es una escritora, editora y articulista mexicana. Considerada entre la Generación inexistente, escribe principalmente novela, cuentos y ensayos.
Escribió su primera novela Vapor en 1996, pero pudo publicarla hasta 2004. Según el escritor Álvaro Enrigue, la novela de García es «una maravilla: la posibilidad de contar una historia de amor original» y para César Güemes fue un renacimiento en México de la novela erótica. Para el escritor José Manuel Prieto, la novela es «Una finísima novela erótica, una perturbadora historia de amor en la sofocante atmósfera de una casa de baños».  
García González ha sido colaboradora de diversos medios mexicanos y extranjeros. Ha publicado en medios como la Revista de la Universidad de México, Letras Libres, Gatopardo, Animal Político, HojaSanta, Proceso, el Diario.es (España), La Nación (Argentina), Eñe, Reforma y Milenio Diario, entre otros.  
Es panelista del programa Acentos del Instituto Mexicano de la Radio (IMER) en la estación Opus 94.5 de FM, junto a Philippe Ollé-Laprune.  
Trabajó como subdirectora editorial en Editorial Mapas (ahora Travesías Media). Fue directora general de Difusión de la Profeco y tuvo a su cargo la Revista del Consumidor y los programas de radio y televisión dirigidos a los consumidores.   
Dirigió la revista Este País de abril de 2018 a enero de 2022, renovando la publicación en su versión digital.  
En su narrativa, García González está interesada en el cuerpo, sus padecimientos, goces, sufrimientos y sensaciones, incluyendo el erotismo.  
Fue becaria del Centro Mexicano de Escritores. Más tarde, sería escritora residente de la Jiménez-Porter Writers' House de la Universidad de Maryland en 2003. También Fue becaria del FONCA, en su programa Jóvenes Creadores, bajo la tutela de Luis Humberto Crosthwaite periodo 2004-2005. A partir de diciembre de 2021 es miembro del Sistema Nacional de Creadores de Arte (SNCA) del Fondo Nacional para la Cultura y las Artes en el rubro de narrativa.  

## Obra
- Vapor (2004),[10][11] Joaquín Mortiz, Planeta.
- Las malas costumbres (2005), colección Letras Mexicanas, Fondo de Cultura Económica.
- El pie que no quería bañarse (2012), col. El Barco de Vapor, Grupo SM.
- Pasajeros con destino (2013), editorial Ediciones Cal y Arena.
- Cuando escuches el trueno (2017), Random Literatura, Penguin Random House.

### En compilaciones
- «Recuerdo de Manuel» en Nuevas Voces de la Narrativa Mexicana, seleccionado y prologado por Tatiana Buch, Planeta, 2003.[12]
- «Inspiración» en Los mejores cuentos mexicanos, Joaquín Mortiz, 2000[13]
- «División del Norte» en The Mexico City Reader compilado y presentado por Rubén Gallo, 2009.[14]
- «La ciudad en órbita» en Los mejores cuentos mexicanos, seleccionado y prologado por Rosa Beltrán, Planeta, 2007.
- «perro» en Grandes Hits. Nueva generación de narradores mexicanos, seleccionado y prologado por Tryno Maldonado, Almadía, 2008.
- «La escalera dorada» en Sólo cuento VIII, seleccionado y prologado por Mónica Lavín, Dirección de Literatura, UNAM, 2016.
- «Acólito», en Los pelos en la mano. Cuentos de la realidad actual, compilada por Rogelio Guedea, Lectórum, 2017.
- «Acapulco en la memoria», en El edén oscuro, prólogo y compilación de Fabrizio Mejía Madrid, Alfaguara, 2018.
- «El origen de lo posible: el Centro como punto de partida», en No te dejaremos ir. Ellas narran el Centro Histórico, prólogo y compilación de J. M. Servín, El Salario del Miedo, 2020.
- «La sonrisa perjudicada del subteniente Charlie», A golpe de linterna. Más de 100 años de cuento mexicano, prologado y antologado por Liliana Pedroza, Atrasalante, 2020.

## Premios y reconocimientos
- Becaria del Centro Mexicano de Escritores de México (1998-1999)[1]
- Becaria del Fondo Nacional para la Cultura y las Artes de México (2004-2005)
- Escritora residente de la Jiménez Porter Writers´House de la Universidad de Maryland (2003)
- Residente/becaria de la Casa Estudio Cien años de soledad (2021)
- Miembro del Sistema Nacional de Creadores de Arte (2021)
- Primer lugar en multimedia del Premio Alemán de Periodismo Walter Reuter 2022 por el pódcast "La Ciudad de México se queda sin palmeras" del medio Así como suena.